# Kornel Saláta
Kornel Saláta est un footballeur international slovaque né le 24 janvier 1985 à Kamenica nad Hronom. Il évolue au poste de défenseur central au KFC Komárno.

## Biographie

### En club
Kornel Saláta joue 66 matchs en première division russe, inscrivant 4 buts.
Il participe aux tours préliminaires de la Ligue des champions et de la Ligue Europa.

### En équipe nationale
Kornel Saláta reçoit sa première sélection en équipe de Slovaquie le 24 mai 2008, en amical contre la Suisse (défaite 2-0 à Lugano).
Le 15 octobre 2013, il inscrit un but contre la Lettonie, lors d'un match rentrant dans le cadre des éliminatoires du mondial 2014 (match nul 2-2 à Riga). Il inscrit un second but le 14 juin 2015, contre la Macédoine, lors des éliminatoires de l'Euro 2016.
Le 29 mars 2011, il inscrit malencontreusement un but contre son camp, lors d'un match amical face au Danemark (défaite 1-2 à Trnava). Il inscrit un autre but contre son camp le 30 mai 2012, lors d'une rencontre face aux Pays-Bas (défaite 2-0 à Rotterdam).
Kornel Saláta est retenu par le sélectionneur Vladimír Weiss afin de participer à la Coupe du monde 2010 organisée en Afrique du Sud. Lors du mondial, il ne joue qu'un seul match, face au Paraguay (défaite 0-2 au Free State Stadium).
Il est ensuite retenu par le sélectionneur Ján Kozák afin de disputer le championnat d'Europe 2016 qui se déroule en France. Il joue à cet effet un match contre l'Allemagne à Villeneuve-d'Ascq (défaite 3-0).

## Palmarès
- Champion de Slovaquie en 2008 avec l'Artmedia Petržalka et en 2011 avec le Slovan Bratislava
- Vainqueur de la Coupe de Slovaquie en 2008 avec l'Artmedia Petržalka ; en 2009, 2011 et 2017 avec le Slovan Bratislava